# فقط پاشو!
فقط پاشو! (انگلیسی: Just Stand Up!) ترانه‌ای با شرکت هنرمندانی از موسیقی پاپ، ریتم و بلوز، موسیقی راک،‌موسیقی کانتری است. که درباره مبارزه با سرطان است.

## هنرمندان (به ترتیب ورود)
- بیانسه
- کری آندروود
- ریحانا
- مایلی سایرس
- شریل کرو (فقط در نسخه استودیویی) یا نیکول شرزینگر (فقط در نسخه زنده)
- فرگی (خواننده)
- لیونا لوئیس
- کیشیا کول
- ناتاشا بیدینگ فیلد
- لیان رایمز (فقط در نسخه استودیویی)
- ملیسا آتریج (فقط در نسخه استودیویی)
- سی‌یرا
- آشانتی
- مری جی. بلایژ
- ماریا کری